# Lago Essej
Il lago Essej (in russo озеро Ессей?) è un lago della Russia siberiana situato oltre il circolo polare artico. Dal punto di vista amministrativo si trova nel Ėvenkijskij rajon del Territorio di Krasnojarsk, nel Circondario federale della Siberia. 
Il nome del lago si trova per la prima volta su una mappa pubblicata dall'Accademia russa delle scienze nel 1745, dove viene chiamato Ezel' (Езель). Successivamente, in varie fonti letterarie, il nome fu cambiato in Ieziejja (Iезiеjя), Evseevskoe (Евсеевское) e Žessej (Жессей).

## Geografia
Il lago appartiene al bacino del fiume Kotuj (affluente della Chatanga). Cinque fiumi e numerosi torrenti alimentano il lago. Il deflusso avviene a sud lungo il fiume Sikas'jan (Сикасьян) affluente di sinistra del fiume Kotuj.
Il lago Essej ha una superficie di 238 km² e un bacino idrografico di 1544 km². La sua lunghezza è di 23 m, per una larghezza di 19 km. La profondità massima è di 6 m. Si trova a un'altezza di 266 m s.l.m.
Il congelamento delle acque inizia tra settembre e ottobre e dura fino alla fine di giugno.
Sulla costa occidentale del lago si trova l'insediamento di Essej.

### Fauna
Il lago è ricco di pesci: coregoni (Coregonus nasus, Coregonus muksun, Coregonus peled, Coregonus albula, Coregonus tugun), Thymallus arcticus, Stenodus nelma, taimen siberiano, luccio, pesce persico, bottatrice, abramide, alburno, storione tozzo, e specie del genere Carassius e Rutilus.